# Lagenanectes richterae
Il lagenanecte (Lagenanectes richterae) è un rettile acquatico estinto, appartenente ai plesiosauri. Visse nel Cretaceo inferiore (Hauteriviano, circa 130 milioni di anni fa) e i suoi resti fossili sono stati ritrovati in Germania.

## Descrizione
Questo animale noto per uno scheletro incompleto, comprendente un cranio parziale (scatola cranica, parte della mascella e mandibola), il complesso atlante ed epistrofeo, altre vertebre cervicali, alcune vertebre caudali, un ilio e alcune ossa delle zampe. Dal confronto con le ossa di altri plesiosauri simili ma più conosciuti, si suppone che questo animale fosse dotato di un lungo collo, di una piccola testa armata di denti aguzzi e di un corpo basso e tozzo, con quattro arti trasformati in strutture simili a pinne.  
Lagenanectes si distingueva da altri animali simili per la presenza di due caratteristiche nella mandibola: il margine alveolare nella sinfisi era espanso lateralmente, rendendo gli alveoli più avanzati spiccatamente sporgenti e situati lungo i margini dell'osso dentale; la linea mediana ventrale nella sinfisi era trasformata in una piattaforma prominente a forma di cuneo, solcata da numerose fossette. Probabilmente Lagenanectes era dotato di denti della mandibola molto sporgenti. 

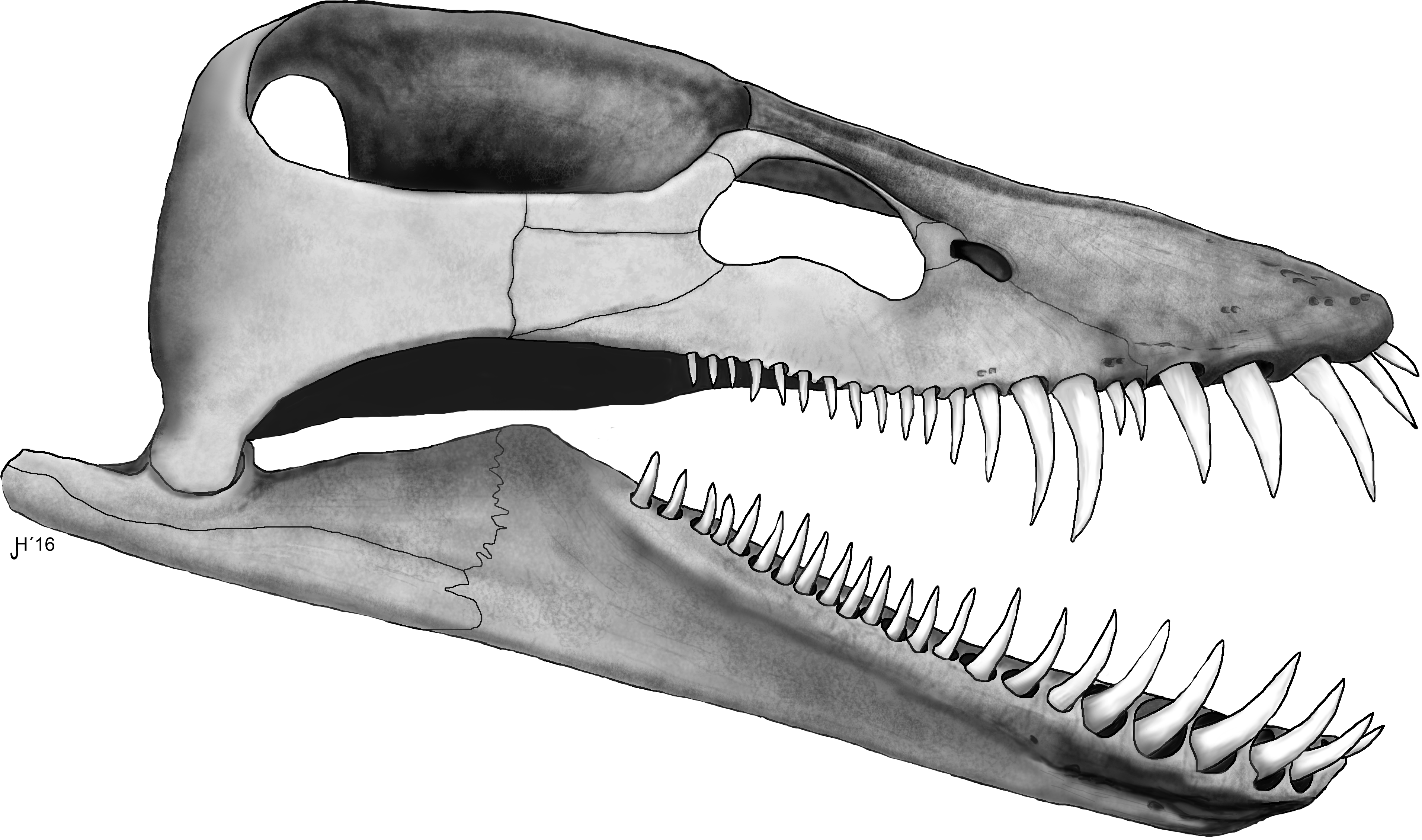
Ricostruzione del cranio di Lagenanectes richterae

## Classificazione
Descritto per la prima volta nel 2017, Lagenanectes richterae è noto per resti fossili ritrovati nella zona di Sarstedt in Bassa Sassonia (Germania), in terreni risalenti allo Hauteriviano. Lagenanectes è considerato uno dei membri più antichi e basali dalla famiglia degli elasmosauridi, un gruppo di plesiosauri dal collo eccezionalmente allungato, tipici del Cretaceo. Il nome generico deriva da Lagena, l'antico nome del fiume Leine che passa vicino alla città di Sarstedt; l'epiteto specifico, richterae, è in onore di Annette Richter, che ha contribuito allo studio dei vertebrati fossili della Bassa Sassonia.

## Paleobiologia
Alcune ossa dell'esemplare tipo di Lagenanectes (il basioccipitale e l'intercentro dell'atlante) risultano deformati in seguito a una patologia, probabilmente a causa di un'infezione osteomielitica.